# Euoplia polyspila
Euoplia polyspila là một loài bọ cánh cứng trong họ Cerambycidae.